# Architettura timuride

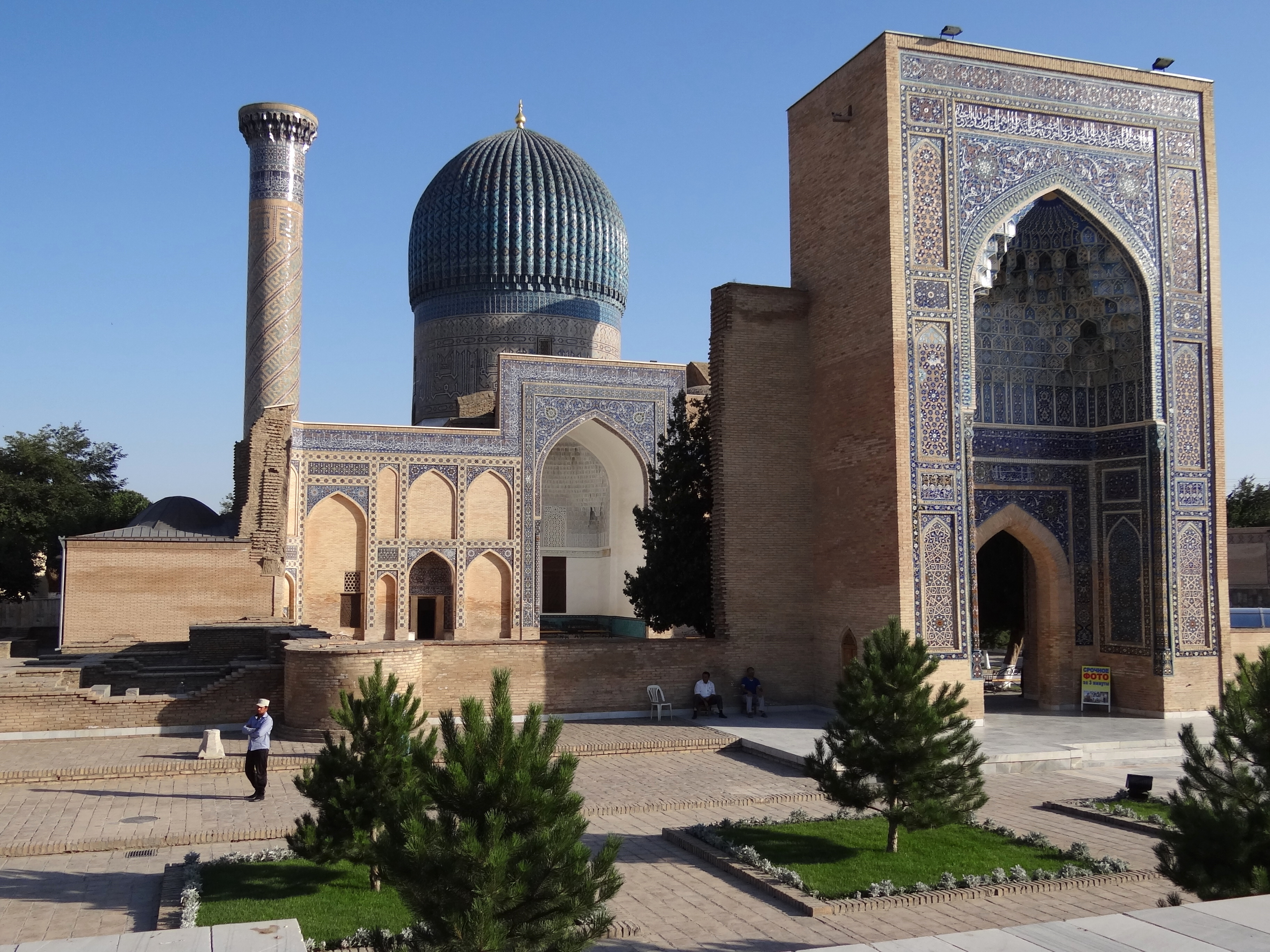
Il Mausoleo di Tamerlano a Samarcanda

L’architettura timuride fu una tappa importante nella storia architettonica dell’Iran e dell’intera regione dell'Asia centrale tra la fine del XIV e il XV secolo. L'Impero timuride, fondato da Tamerlano e che conquistò gran parte di questa regione, diede vita ad una vera e propria rinascita culturale. In architettura la dinastia timuride patrocinò la costruzione di palazzi, mausolei e monumenti religiosi in tutta la regione. La loro architettura si distingue per l'imponenza delle opere, la lussuosa decorazione delle piastrelle e la sofisticata volta geometrica. Questo stile architettonico, insieme ad altri aspetti dell’arte timuride, si diffuse in tutto l’impero e successivamente influenzò l’architettura di altri imperi, dal Medio Oriente al subcontinente indiano.

## Caratteristiche

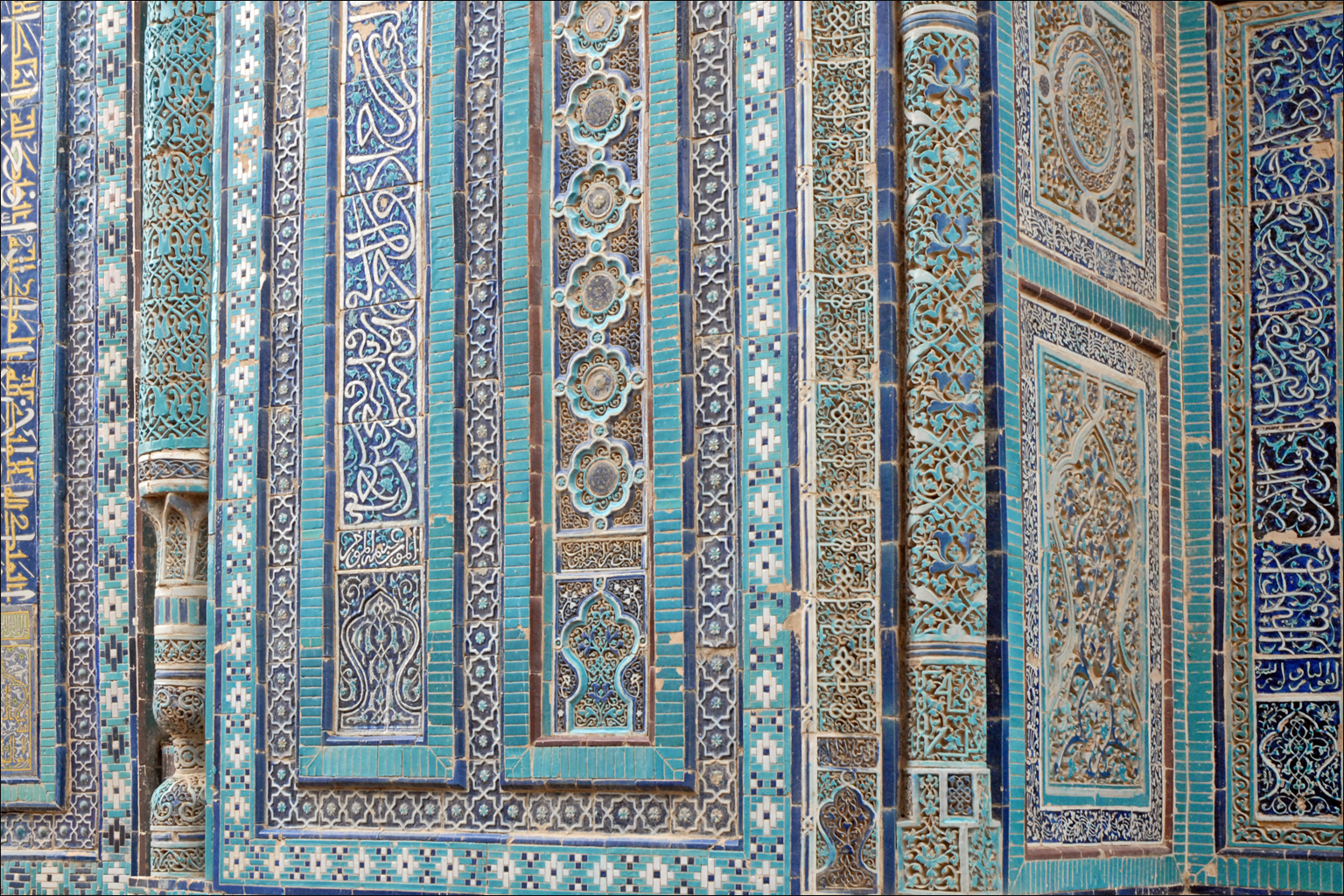
Esempio di decorazione di piastrelle nella necrepoli di Shah-i-Zinda a Samarcanda

L'architettura timuride continuò la tradizione dell'architettura ilkhanide, costruendo monumenti di dimensioni senza precedenti e decorazioni sontuose destinate a impressionare, ma perfezionò anche progetti e tecniche precedenti. I governanti timuridi reclutarono i migliori artigiani dai territori conquistati e spesso li costrinsero a trasferirsi nella capitale timuride.

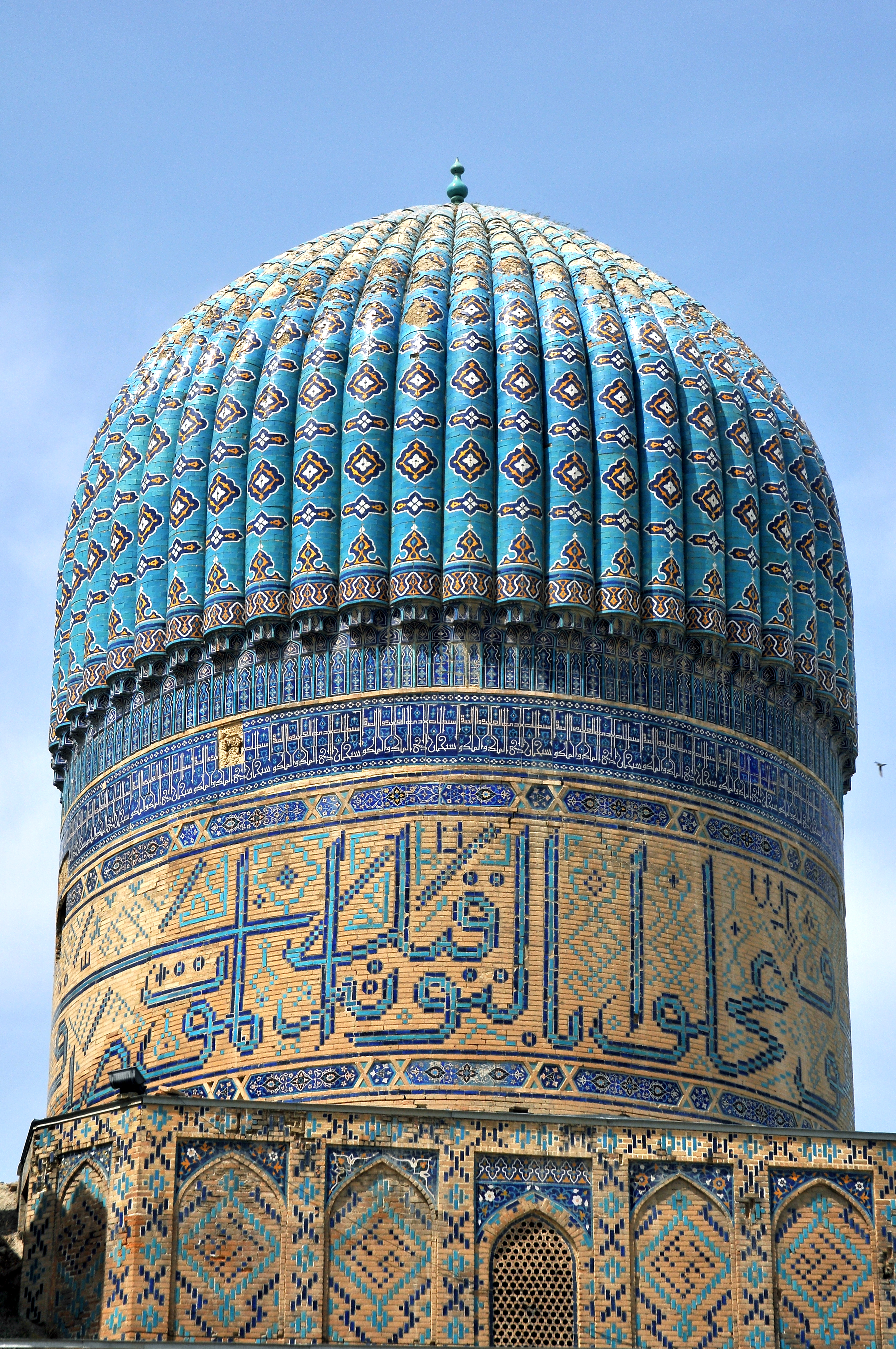
Cupola a cipolla costolata nella Moschea di Bibi-Khanym a Samarcanda

Il materiale da costruzione principalmente utilizzato era il mattone, come avveniva nei periodi precedenti in questa regione. Per coprire grandi superfici di mattoni con decorazioni colorate, veniva utilizzata la tecnica di piastrellatura Banna'i per creare motivi geometrici e iscrizioni cufiche a un costo relativamente basso, mentre il più costoso mosaico di piastrelle, sviluppato in periodi precedenti, continuava ad essere utilizzato per i motivi floreali. All'esterno si prediligevano piastrelle perché più resistenti agli agenti atmosferici. All'interno le pareti erano spesso ricoperte da un intonaco simile alla cartapesta, dipinto, dorato e scolpito con rilievi. In alcuni monumenti sono stati utilizzati anche pannelli in marmo.
Molti monumenti religiosi timuridi sono caratterizzati da cupole prominenti. Di solito sono a doppio guscio, costituiti cioè da una cupola interna visibile solo dall'interno e da una cupola esterna più alta visibile dall'esterno. Le cupole esterne poggiano su un alto tamburo cilindrico con forma a "cipolla" (cioè rigonfia ai lati e appuntita nella parte superiore). Venivano poi ricoperte con decorazioni fatte prevalentemente da piastrelle turchesi e talvolta presentano delle scanalature.

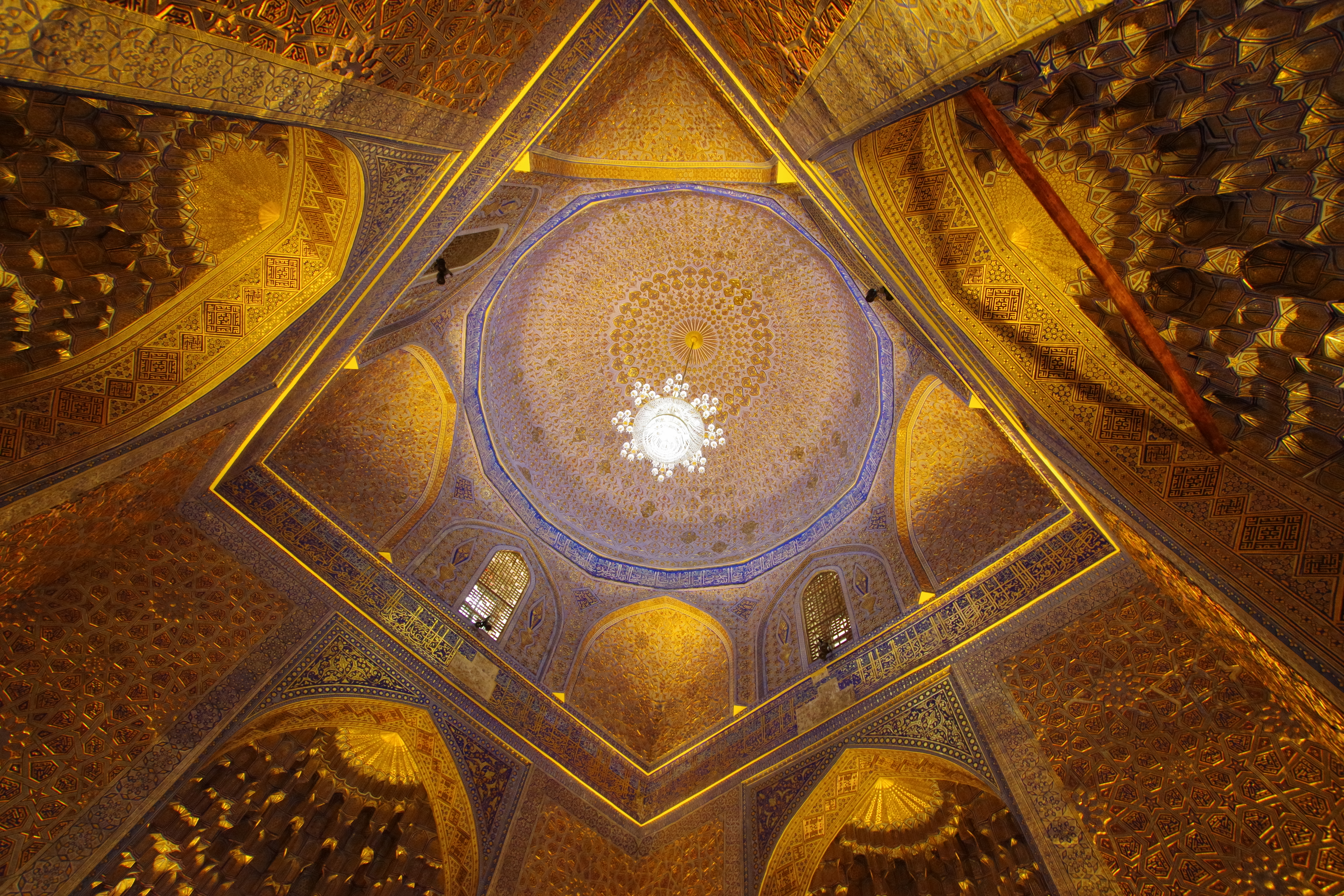
Interno della cupola del Mausoleo di Gur-i Amir, che mostra la transizione tra la camera quadrata sottostante e la cupola rotonda sopra

Il supporto strutturale interno delle cupole timuridi differiva dalle precedenti cupole iraniane. Tradizionalmente le cupole poggiavano su una base ottagonale formata da quattro pennacchi che partivano dalla camera quadrata sottostante. Nei monumenti timuridi, invece, la cupola è sostenuta da una serie di archi costruiti sui bordi della camera quadrata. La transizione tra la sala quadrata sottostante e questi archi di sostegno in alto è compiuta da pennacchi agli angoli, mentre i piccoli spazi compresi entro la parte superiore degli archi sono occupati da pennacchi concavi che si uniscono per formare una base più circolare per la cupola stessa. Ciò ha reso la transizione verticale tra la camera e la cupola molto più dinamica.

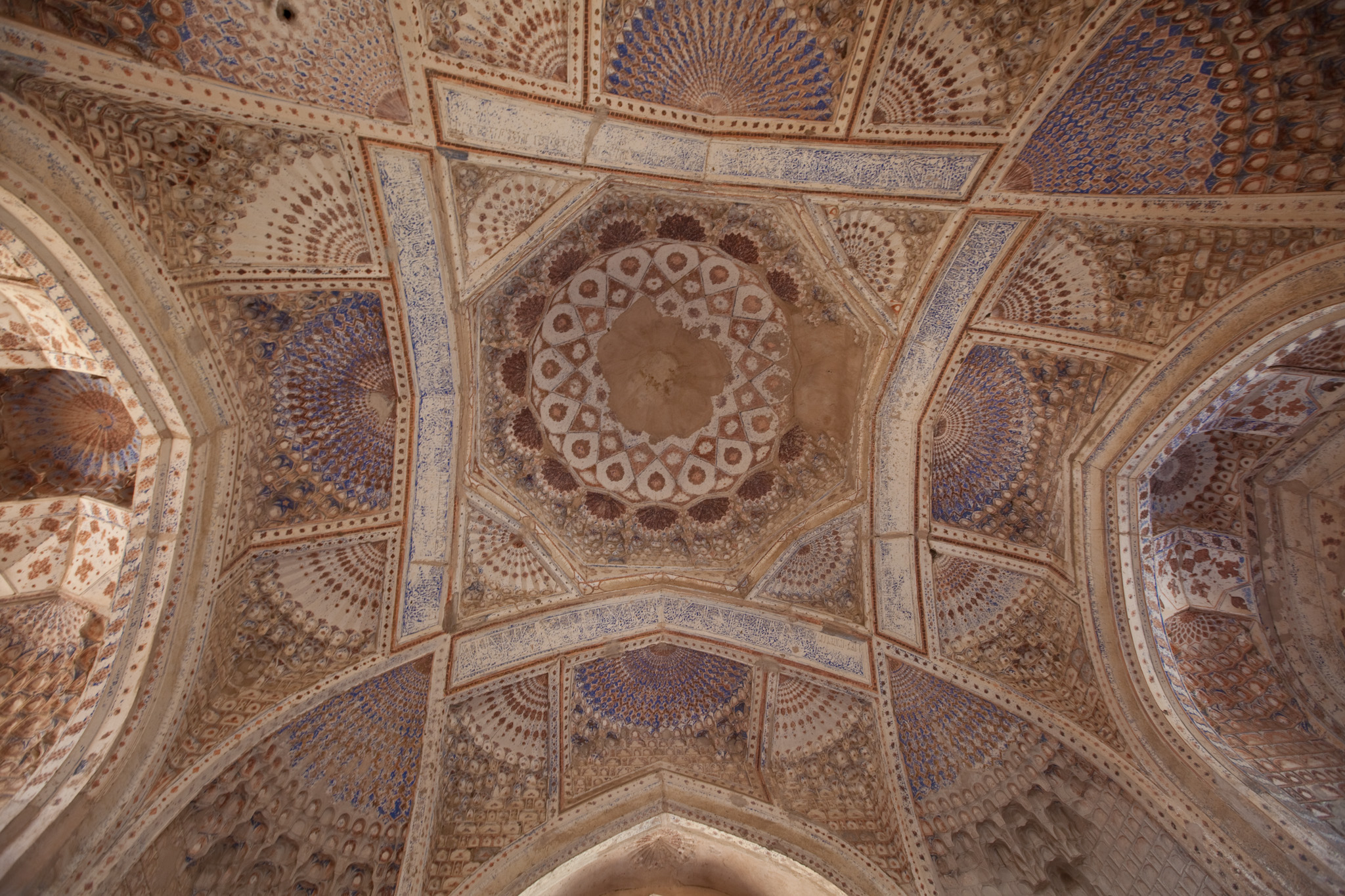
Volta a rete all'interno del Mausoleo di Gawhar Shad a Herat

Un'altra importante innovazione timuride fu la disposizione più sofisticata e fluida delle volte geometriche. Le grandi volte erano divise  in volte più piccole da nervature intersecantesi che potevano poi essere ulteriormente suddivise o riempite con muqarnas e altri tipi di decorazioni. Anche il muqarnas (noto anche come scultura a "stalattite" o "a nido d'ape") è stato reso più complesso di prima utilizzando singole cellule più piccole per creare forme geometriche tridimensionali. L'equilibrio visivo poteva essere raggiunto alternando un tipo o un modello di decorazione con un altro tra le diverse suddivisioni della volta. Combinando questa tecnica di volta, nota anche come volta "a rete", con una pianta cruciforme e rompendo la massa solida delle pareti portanti con archi e finestre, la rigida divisione in precedenza tra cupola, ciuffo e muro venne eliminata riuscendo a creare un'infinita varietà di elaborati spazi interni.

## Panoramica dei monumenti

### Monumenti del regno di Tamerlano

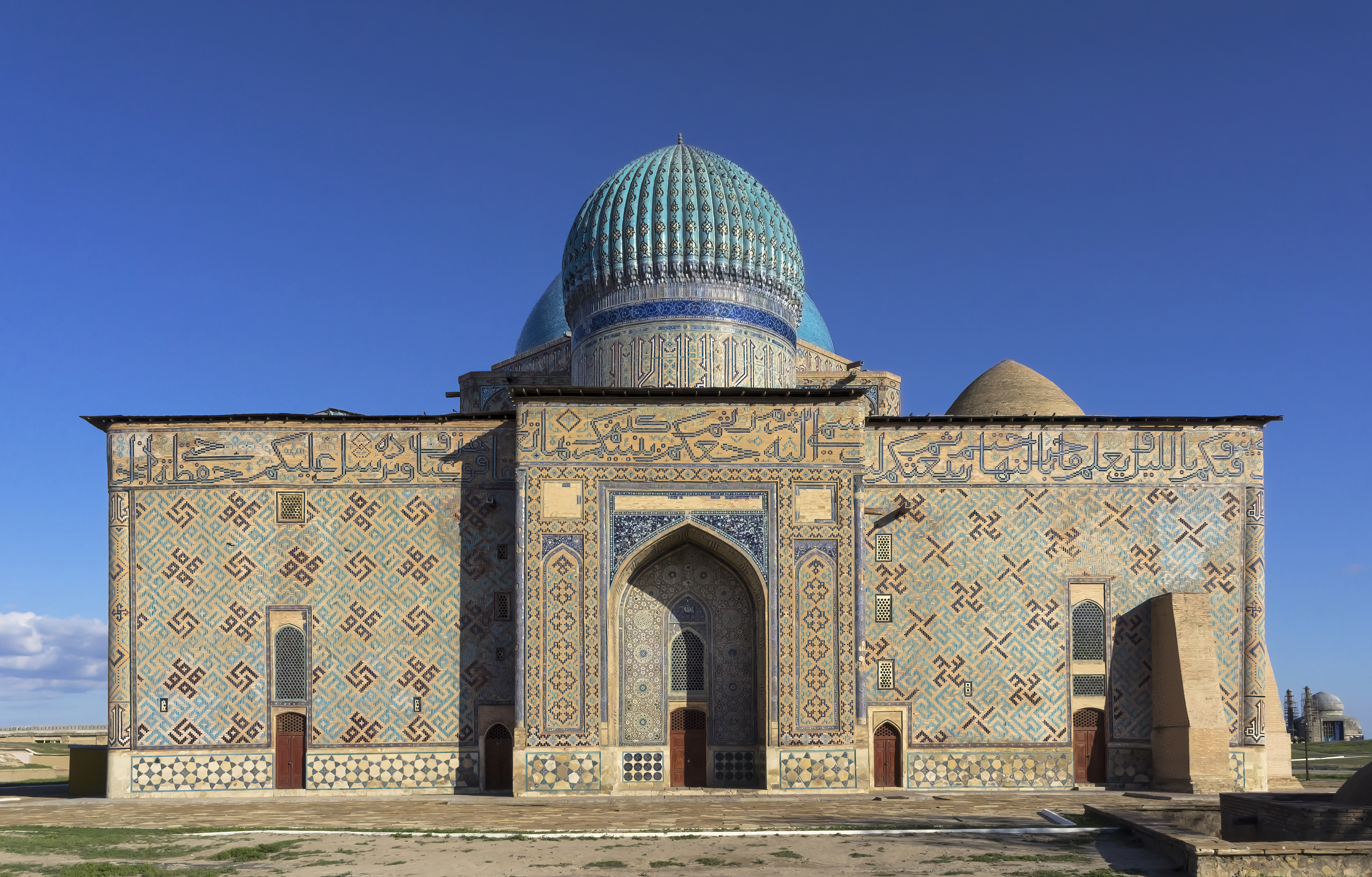
Mausoleo di Khoja Ahmed Yasawi (1389–1399) a Hazrat-e Turkestan, in Kazakhstan.

I monumenti timuridi più significativi si trovano dentro e intorno le città del Khorasan e della Transoxiana, tra cui Samarcanda, Bukhara, Herat e Mashhad. I monumenti del periodo del regno di Tamerlano si distinguono per le loro dimensioni. Una delle prime opere importanti è il Mausoleo di Khoja Ahmed Yasawi nella regione del Turkestan (oggi in Kazakistan). Questo imponente complesso funerario, edificato attorno alla tomba di un santo sufi e musulmano locale, Ahmad Yasawi, fu costruito tra il 1389 e il 1399. Presenta una disposizione sorprendentemente complicata, ma organizzata razionalmente delle stanze all'interno di una pianta rettangolare.

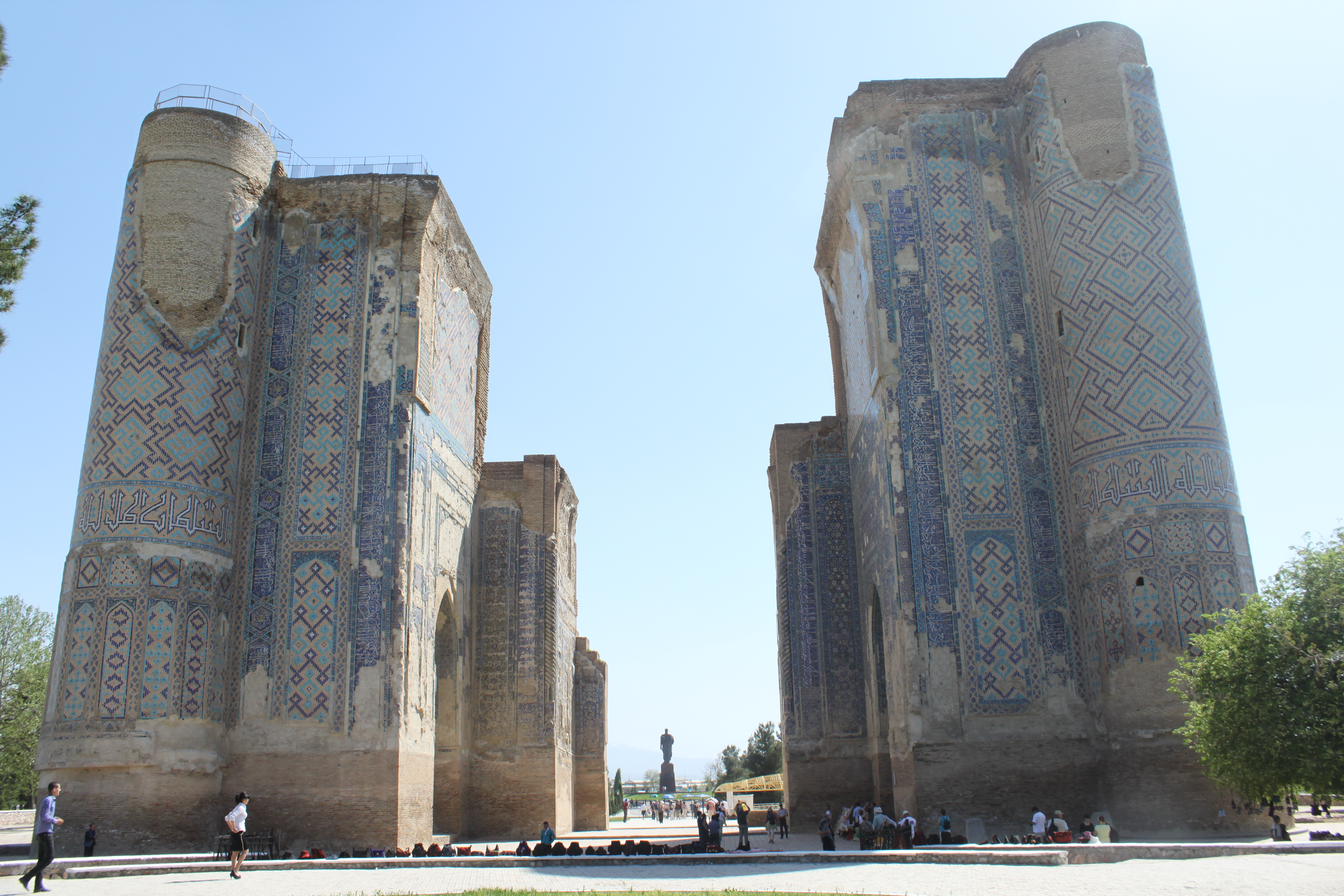
Resti del Palazzo Ak-Saray a Shahr-e Sabz

Altri importanti monumenti dell'epoca di Tamerlano includono la Moschea di Bibi-Khanym e il Mausoleo di Tamerlano, entrambi nella capitale del regno, Samarcanda, e il Palazzo Ak-Saray a Shahr-e Sabz. Il Mausoleo di Tamerlano e la Moschea di Bibi-Khanym si distinguono per la loro sontuosa decorazione interna ed esterna, gli imponenti portali e la cupola prominente. L'Ak-Saray ("Palazzo Bianco") era il palazzo invernale di Tamerlano, costruito tra il 1379 e il 1396. Oggi sono ancora visibili solo le imponenti rovine del suo massiccio portale d'ingresso.
Il mausoleo di Tamerlano, che servì come luogo di riposo per Tamerlano e per alcuni dei suoi successori, fu aggiunto all'inizio del XV secolo a un complesso più ampio comprendente una madrasa e un Khanqah risalenti alla fine del XIV secolo. Tutte queste strutture sono disposte attorno ad un cortile con ingresso monumentale.

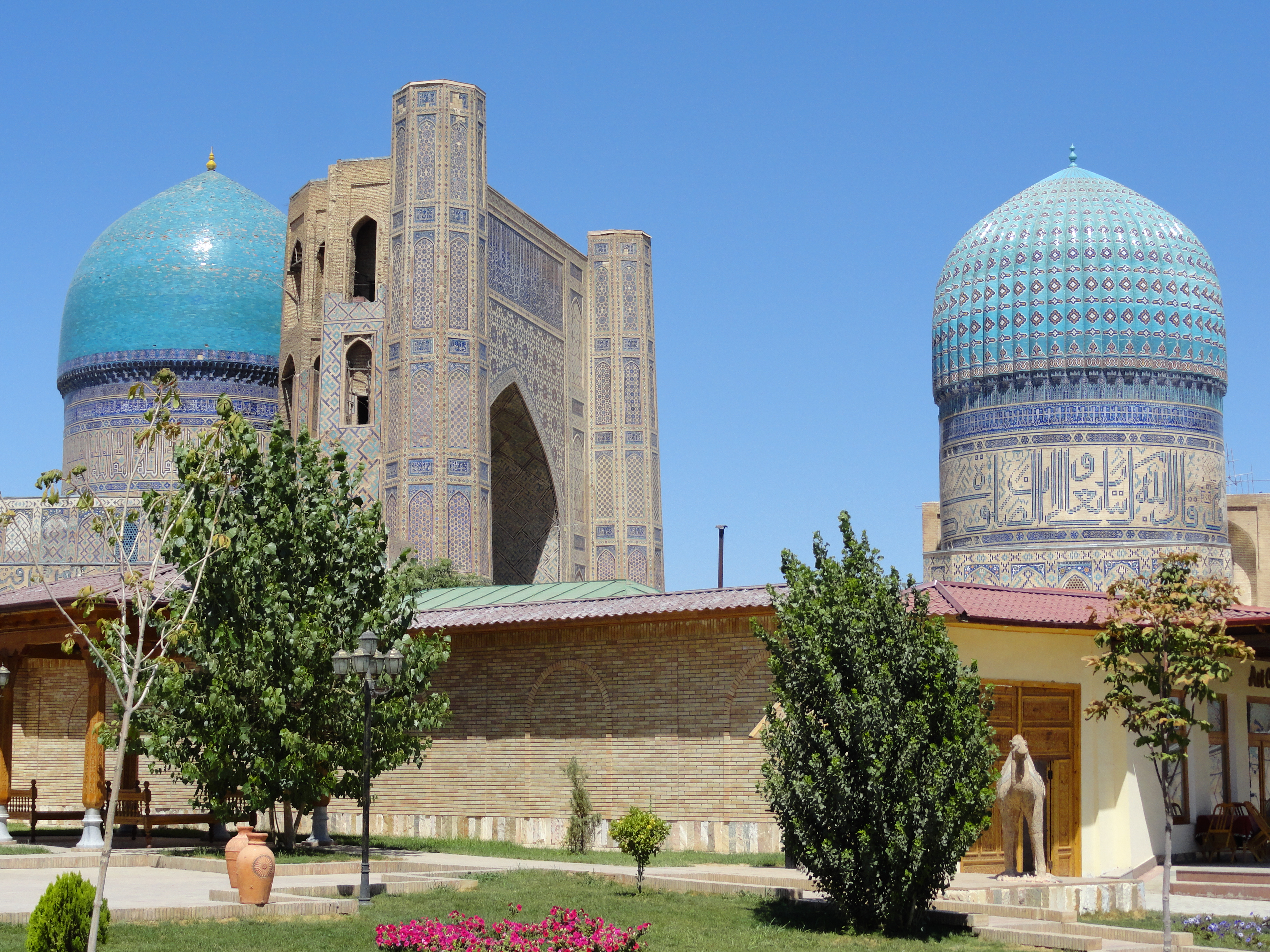
Moschea di Bibi-Khanym a Samarcanda

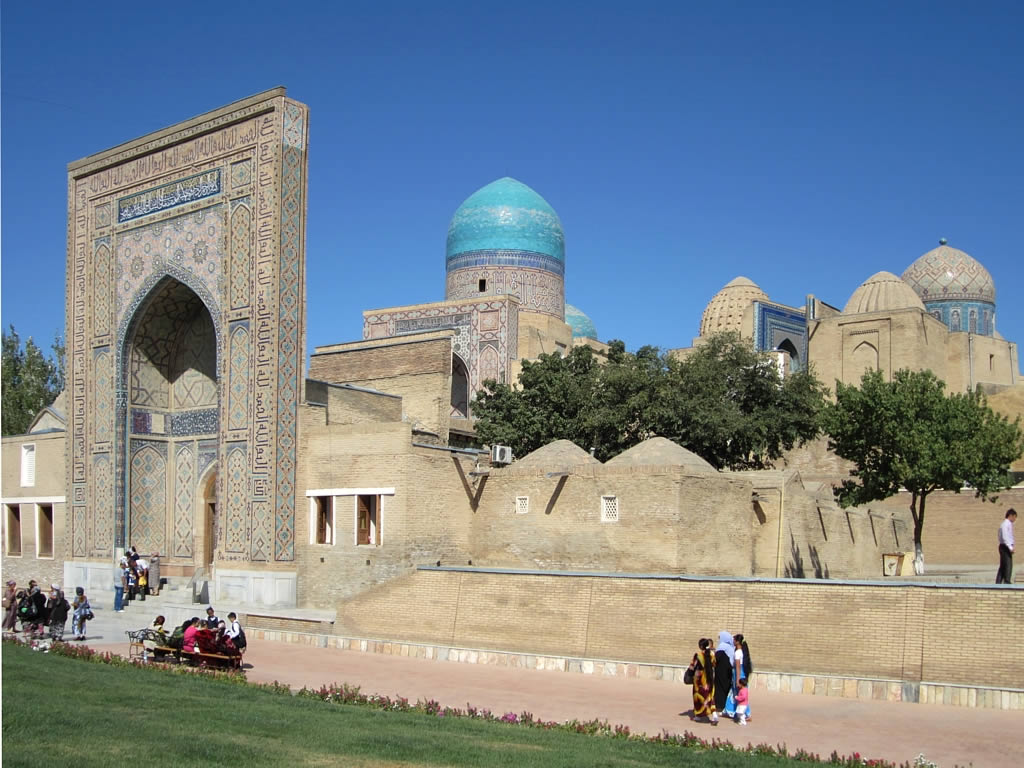
Vista dall'entrata della necropoli di Shah-i-Zinda a Samarcanda

La Moschea di Bibi-Khanym, costruita tra il 1399 e il 1405, era una delle moschee più grandi del mondo dell'epoca e prende il nome dalla moglie di Tamerlano, il cui mausoleo si trova proprio di fronte. Progettata come moschea congregazionale, vi si accedeva tramite un imponente portale che conduce ad un ampio cortile circondato da quattro iwan, secondo la disposizione tradizionale delle moschee congregazionali della regione. Tranne che sul lato d'ingresso, ogni iwan conduce ad una camera a cupola dietro di esso. L'iwan orientale è molto più grande ed elaborato e conduce alla sala di preghiera principale, coperta dalla cupola più grande dell'edificio. I quattro sottili minareti sono disposti simmetricamente lungo la facciata anteriore della moschea.
Altri mausolei timuridi per parenti reali e alti funzionari furono costruiti con strutture a cupola più piccole e più tradizionali. Molti possono essere trovati nella necropoli di Shah-i-Zinda a Samarcanda. Questo cimitero era già in uso molto prima di questo periodo, ma era caduto in abbandono e fu riqualificato in una necropoli monumentale sotto Tamerlano e i suoi successori. I principali mausolei qui sono allineati lungo una strada stretta e presentano ricche decorazioni, restaurate in tempi moderni.

### Monumenti dopo il regno di Tamerlano
Anche i successori di Tamerlano costruirono molti monumenti, sebbene su scala leggermente più piccola. Sotto il regno di  Shah Rukh, figlio di Tamerlano, la capitale fu trasferita da Samarcanda a Herat (oggi in Afghanistan), facendo rivivere la città con la ricostruzione del suo bazar, rinnovando la sua cittadella e costruendo una madrasa combinata con un khanqah. La madrasa-khanqah divenne un tipo di edificio ricorrente commissionato dai successivi mecenati della città.

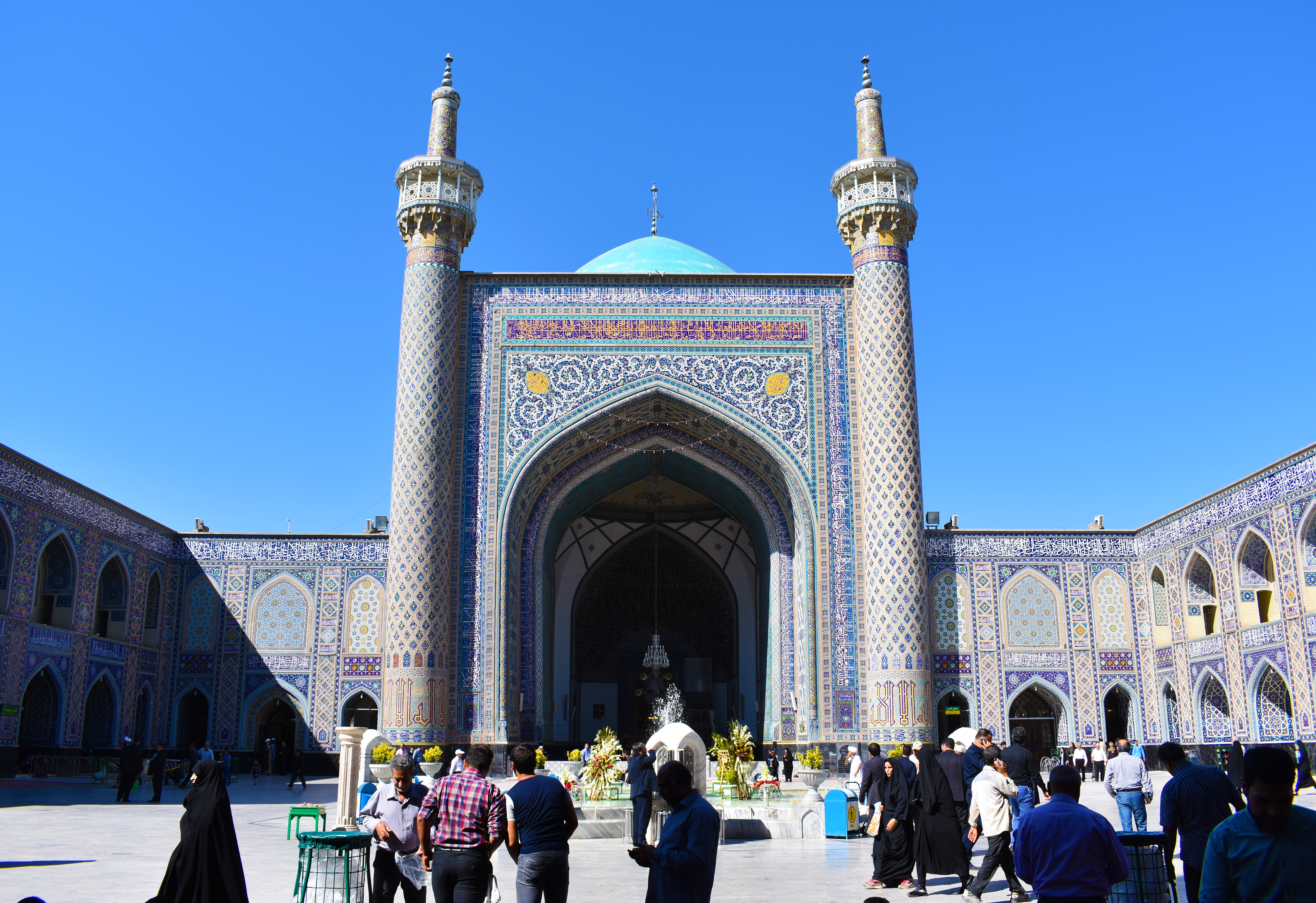
Cortile della Moschea Goharshad presso il Santuario dell'Imam Reza a Mashhad

La moglie di Shah Rukh, Goharshad, fu una delle più importanti mecenate dell'architettura durante la prima metà del XV secolo; durante questo periodo l'architettura timuride raggiunse l'apice della sua raffinatezza. I suoi monumenti sono stati trovati principalmente a Mashhad e Herat. A Mashhad commissionò il restauro del Santuario dell'Imam Reza e tra il 1416 e il 1418 fece costruire accanto ad esso una moschea congregazionale. La moschea, ancora presente oggi all'interno del complesso molto ampliato e conosciuta come Moschea Goharshad, è costituita di un cortile con quattro iwan annesso al santuario. È riccamente decorata con piastrelle a mosaico e con elaborate volte a muqarnas nell'area del Miḥrāb.

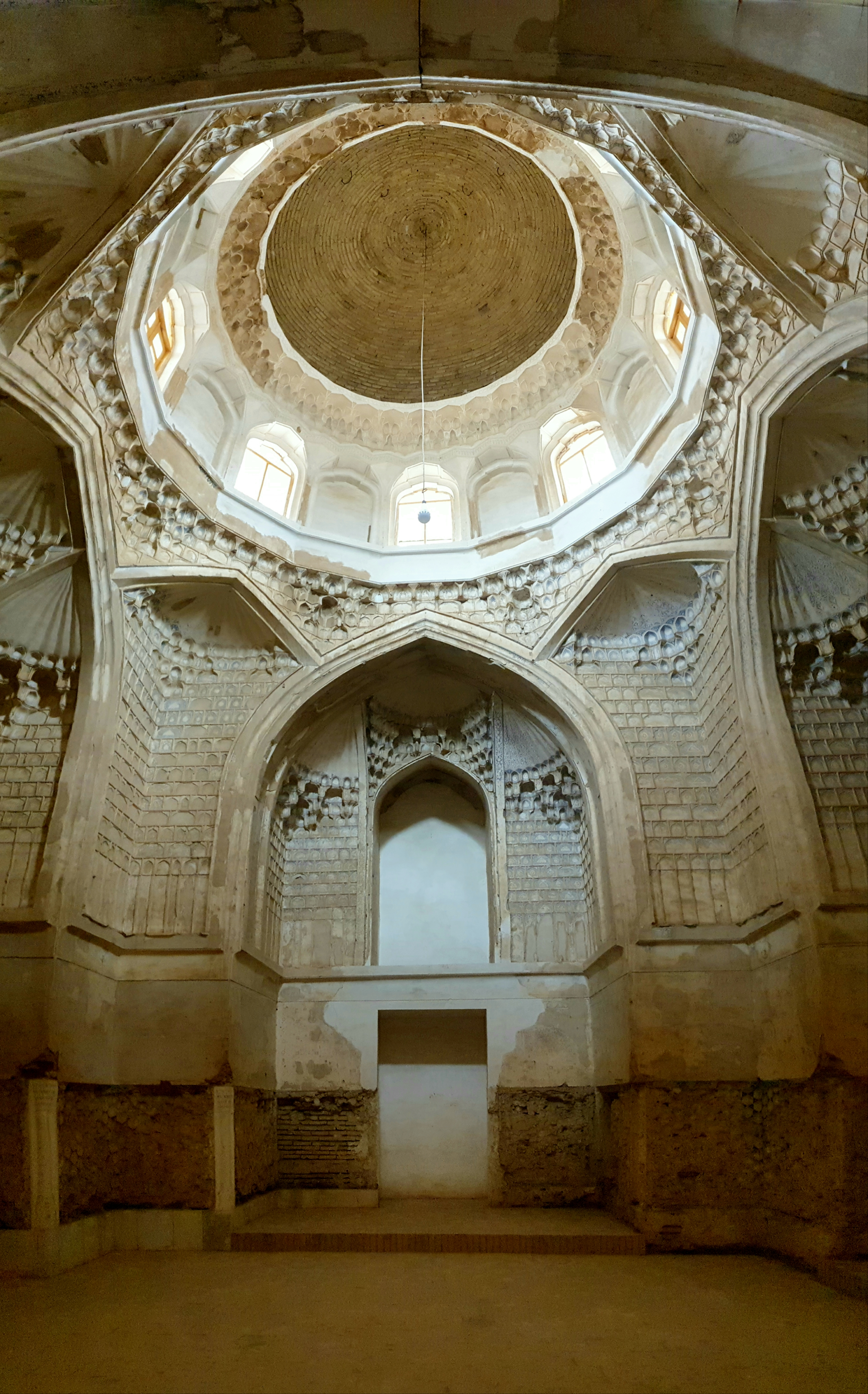
Madrasa Ghiyathiyah a Khargird, sala di preghiera con muqarna, volta a rete e cupola a lanterna

Alcuni dei monumenti di Goharshad a Herat sono stati distrutti o gravemente danneggiati a partire dal XIX secolo, compreso il mausoleo e il complesso della moschea costruiti tra il 1417 e il 1438, che fu poi in parte demolito dagli inglesi nel 1885. La sezione sopravvissuta del mausoleo dimostra comunque l'alta qualità del suo mecenatismo architettonico, testimoniato dalle volte e dalle decorazioni interne altamente avanzate. Il suo architetto era Qavam al-Din al-Shirazi, il capo architetto reale sotto Shah Rukh, che lavorò anche alla moschea di Mashhad e ad altre commissioni.

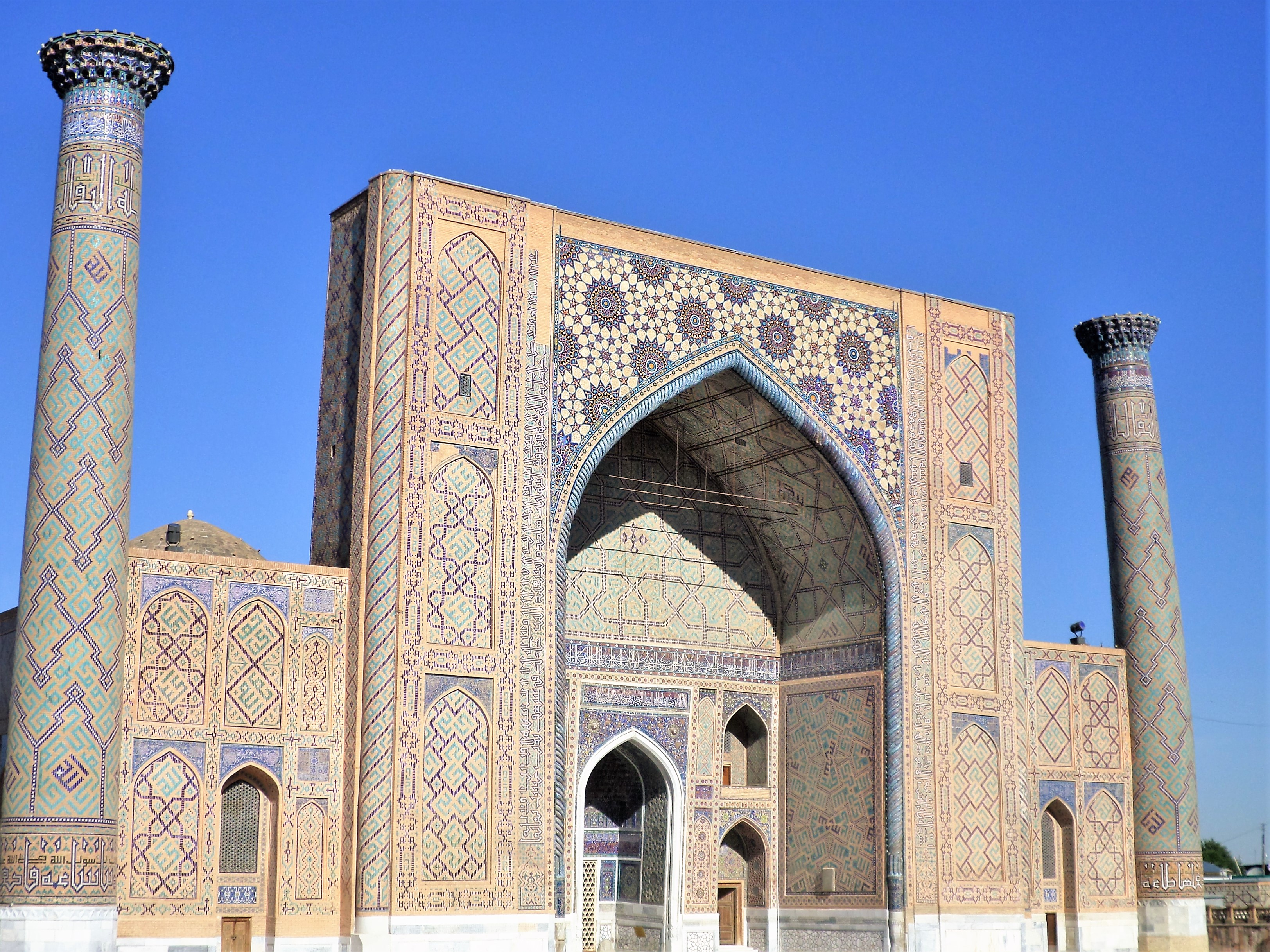
Facciata della Madrasa Ulugh Beg nel Registan a Samarcanda

L'ultimo lavoro dell'architetto Qavam al-Din fu la Madrasa al-Ghiyasiyya) a Khargird, commissionata da Ghiyath al-Din Pir Ahmad Khvafi, un visir sotto Shah Rukh. Un'iscrizione ne data il completamento nel 1444, ma poiché Qavam al-Din morì nel 1438 l'opera fu terminata da un altro architetto, Ghiyas al-Din Shirazi. L'architettura della madrasa mostra un ulteriore culmine di alcuni elementi di design. Il suo cortile, decorato con piastrelle, ha una forma rettangolare con angoli smussati che aiutano a integrare tra loro tutte e quattro le facciate. Due camere su entrambi i lati dell'ingresso (una identificata come sala di preghiera e l'altra come aula magna) presentano un sofisticato sistema di volte a rete e muqarnas, combinato in questo caso con una cupola a lanterna che consente una migliore illuminazione.

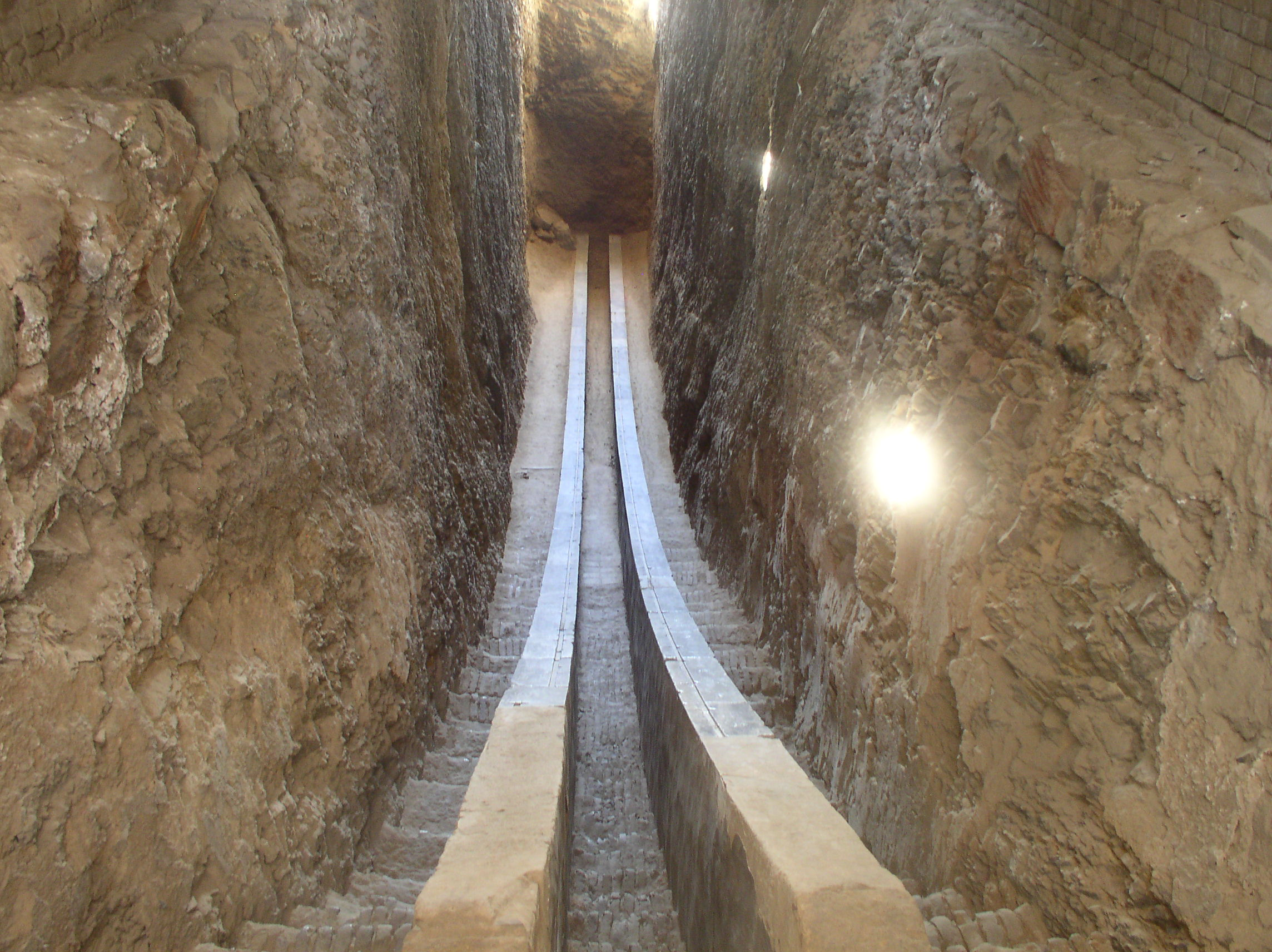
Resti del grande sestante nell'Osservatorio di Ulugh Beg a Samarcanda

Sotto il regno di Uluğ Bek, il Registan a Samarcanda fu trasformato per la prima volta in un complesso monumentale simile a quello che è oggi. Costruì tre strutture intorno alla piazza di cui oggi sopravvive solo la Madrasa Ulugh Beg, con un'ampia facciata ricoperta da una ricca varietà di decorazioni. Nel 1420 costruì anche un osservatorio astronomico, parzialmente conservato e portato alla luce dagli scavi del XX secolo. Originariamente era un edificio cilindrico a tre piani che conteneva un gigantesco sestante, una meridiana e un compasso proporzionale.
Nella seconda metà del XV secolo vennero edificate molte nuove costruzioni, ma poche sono sopravvissute fino ai giorni nostri. Il sultano Husayn Bayqara, l'ultimo importante sovrano timuride, fu un costruttore prolifico sebbene i suoi progetti fossero limitati a Herat e alle aree che ancora controllava intorno ad essa. Nel 1469 creò un vasto giardino, Bagh-i Jahanara, a nord-est della città e nel 1492–93 costruì una nuova grande madrasa-khanqah a nord del mausoleo di Goharshad. Oggi rimangono in piedi solo i quattro minareti del complesso sebbene conservino elaborate decorazioni in piastrelle che attestano la ricchezza del monumento. Verso la fine del 1480 ampliò anche il Santuario di Hazrat Ali di ʿAlī ibn ʾAbī Ṭālib a Mazar-i Sharif. Il suo visir, Ali-Shir Nava'i, contribuì al restauro di molti santuari e moschee della città, oltre a costruire il proprio complesso religioso noto come Ikhlasiyya.

## Eredità e influenza
Il mecenatismo timuride ebbe grande importanza nella storia dell'arte e dell'architettura in gran parte del mondo islamico. Lo stile internazionale timuride fu infine integrato nella cultura visiva del nascente impero ottomano a ovest, mentre a est fu trasmesso al subcontinente indiano dai Moghul, che discendevano da Tamerlano. In Iran, anche i Safavidi ereditarono lo stile timuride e lo usarono per sviluppare ulteriormente la propria architettura imperiale.
Tra la fine del XIV e il XV secolo, l'Iran occidentale era dominato da due potenti confederazioni turcomanne, i Kara Koyunlu e gli Ak Koyunlu. Sebbene siano arrivati ai nostri giorni pochi dei loro monumenti, ciò che rimane mostra che lo stile timuride si stava già diffondendo verso ovest.